# 만발효과
만발효과(晩發效果, late effect)는 방사능을 쐰 뒤 수년 내지 수십 년이 지나 비로소 증상이 나타나는 방사선 장애를 말한다. 소련의 체르노빌 원자력 발전소 사고 때에도 입원하지 않은 피폭자가 많은 것으로 알려졌는데, 만발효과가 우려되고 있다. 증상은 암, 백혈병, 백내장, 악성빈혈 등으로 나타난다.

## 같이 보기
- 유해효과